# Culture de l'Indépendance I
Objets typiques
Industrie microlithique (artefacts taillés dans de chaille) incluant burins, éclats de burin, armature distale à tête pédonculée, couteaux dentelé, tête de harpon triangulaire, structures d'habitat avec aménagement axial et foyer en forme de caisson,,
La culture de l'Indépendance I, également désignée sous le nom d'Indépendancien I, est une culture préhistorique du Groenland et du Canada. Elle s'est développée durant le IIIe millénaire av. J.-C. et le IIe millénaire av. J.-C., est datée sur une marge maximale de 2 500 à 1 600 ans av. J.-C.. Avec celle de Saqqaq (2 500 - 800 ans av. J.-C.), l'Indépendancien I est l'une des deux plus anciennes cultures archéologiques connues au Groenland. La culture de l'Indépendance I est suivie par la culture Indépendance II.
La culture de l'Indépendance I s'est développée au nord du Groenland, particulièrement en terre de Peary. Cette culture est également attestée au nord-est du Nunavut, au sein des îles de l'archipel arctique canadien de Devon, d'Ellesmere, de Cornwall, et de Bathurst. 
Elle doit son nom au fjord de l'indépendance, lieu de découverte de la culture archéologique, un fjord situé à l'extrémité sud-est de la terre de Peary, dans la région du parc national du Groenland et lieu de découverte de la culture archéologique.
L'indépendancien I, qui fait partie de l'ensemble appelé « tradition microlithique de l'Arctique », a été introduite, définie dans les années 1950 par l'archéologue et explorateur danois Eigil Knuth.

## Historique
Le fjord de l'Indépendance, comme l'ensemble de la terre de Peary, est exploré pour la première fois en 1886 par Robert Peary,.
Les premiers sites archéologiques préhistoriques du Groenland du nord-est sont découverts et fouillés dans les années 1906-1908, par Christian Bendix Thostrup,.
À partir de 1938, l'archéologue et explorateur Eigil Knuth conduit des fouilles en terre de Peary, au cap Bridgman, ainsi que sur le littoral nord-est du Groenland. Knuth y mène des travaux archéologiques jusqu'en 1995,,. Au cours de l'été 1952, Knuth explore trois sites paléoesquimaux établis sur la péninsule de la Princesse Ingeborg, un bras de terre bordée par le fjord Indépendance, au nord, et le fjord du Danemark, au sud. En 1954, en se basant sur les résultats des vestiges et mobiliers archéologiques mis en évidence au sein du fjord de l'indépendance et de ses territoires adjacents, l'archéologue danois parvient à établir l'existence d'une culture archéologique préhistoriques propre à cette région : il la désigne sous le nom de « culture de l'Indépendance ». Il subdivise cette tradition archéologique en deux groupes chronologiquement et culturellement distincts : la culture de l'Indépendance I et la culture de l'Indépendance II (en), qui lui succède,,.

## Chronologie et périodisation
L'Indépendancien I s'est développé entre environ 2 500 et 1 800 av. J.-C. La datation par le C14 la plus ancienne pour laquelle la culture de l'Indépendance I est attestée, s'avère être de 2 590 années av. J.-C., tandis la datation la plus récente relevée est de 1 730 années av. J.-C.,,.

## Caractéristiques

### Habitats
Les structures d'habitation de l'Indépendancien I sont caractérisées par la présence d'un foyer qui se présente sous la forme d'une « boîte » et d'un « aménagement axial ».

## Aire de diffusion
La culture de l'Indépendance I est attestée dans la partie nord du Groenland, en terre de Peary, jusqu'au Scoresby Sund sur le littoral est et jusqu'au niveau d'Upernavik, sur le littoral ouest,,,. L'Indépendancien s'est également diffusé au sein de l'archipel arctique canadien (territoire fédéra du Nunavut), sur l'île Devon, l'île d'Ellesmere, l'île Cornwall, l'île Bathurst, et l'île Wollaston (en),.
Pour l'archéologue Tinna Mobjerg, l'aire de diffusion de l'Indépendancien I, sur le territoire du Groenland, se trouve être complémentaire de celle du saqqaquien.